# Bariano
Bariano ist eine italienische Gemeinde (comune) in der Provinz Bergamo in der Region Lombardei mit 4235 Einwohnern (Stand 31. Dezember 2023).

## Geographie
Bariano liegt etwa 20 km südlich der Provinzhauptstadt Bergamo und 40 km östlich der Millionen-Metropole Mailand.
Die Nachbargemeinden sind Caravaggio, Fara Olivana con Sola, Fornovo San Giovanni, Morengo, Pagazzano und Romano di Lombardia.